# Індо-пакистанська криза (2025)
З 23 квітня 2025 року Індія та Пакистан потрапили в дипломатичну кризу. Це почалося після терористичної атаки в долині Байсаран в штаті Джамму і Кашмір, що знаходиться під управлінням Індії, в результаті якого загинули 25 туристів та 1 місцевий цивільний, понад 20 отримали поранення. Індія звинуватила Пакистан у підтримці тероризму, оскільки Фронт опору (TRF), відгалуження пакистанської терористичної групи Lashkar-e-Taiba, що базується в Пакистані та внесена до списку ООН, взяв відповідальність за атаку.
В результаті Індія ініціювала видворення пакистанських дипломатів і відкликання власних дипломатів, призупинила дію віз, закрила кордони та вийшла з Договору про води Інду, тоді як Пакистан заперечив звинувачення та відповів торгівельними обмеженнями, закриттям повітряного простору та пунктів пропуску на кордоні та призупиненням угоди Шимла. Комітет кабінету міністрів Індії з питань безпеки (CCS) також закликав громадян Індії уникати поїздок до Пакистану та закликав тих, хто зараз перебуває в країні, повернутися при першій нагоді.

## Передумови
Наприкінці 1980-х років в Джамму і Кашмірі спалахнуло ісламістське збройне повстання, що призвело до втечі кашмірських індусів з регіону, і повстання триває з того часу. 25 липня 2024 року прем'єр-міністр Індії Нарендра Моді заявив, що Пакистан використовує проксі-війну, і заявив, що його наміри проти Індії не матимуть успіху. 22 квітня 2025 року терористична атака у долині Байсаран біля Пахалгама в районі Анантнаг штату Джамму і Кашмір, ⁣що знаходиться під управлінням Індії, забрала життя щонайменше 26 туристів і поранила понад 20 інших.

## Криза
У ніч на 23 квітня міністр МЗС Індії Вікрам Місрі провів спеціальний пресбрифінг після зустрічі з CCS. Він оголосив про рішення Індії тимчасово призупинити Договір про води Інду з Пакистаном із негайним набранням чинності, поки Пакистан не припинить свою підтримку транскордонного тероризму. Крім того, він оголосив про закриття інтегрованого контрольно-пропускного пункту на кордоні Аттарі — Вага, заборону на поїздки для всіх громадян Пакистану до Індії згідно зі схемою звільнення від візового режиму SAARC та скасування всіх раніше виданих віз. Крім того, пакистанські військові радники у Верховній комісії Пакистану в Нью-Делі були вислані, тоді як їхні індійські колеги в Ісламабаді були відкликані, а чисельність персоналу Верховної комісії Індії в Ісламабаді було скорочено з 55 до мінімум 30 осіб. Посади таких військових радників вважалися скасованими.
Міністерство закордонних справ Пакистану висловило співчуття родинам жертв, а міністр оборони Пакистану Хаваджа Асіф відкинув звинувачення про причетність своєї країни до нападу та заявив: «Це все власне, є революції в різних так званих штатах проти Індії, не одна, не дві, а десятки, від Нагаленда до Кашміру, на півдні, у Чаттісгарху, у Маніпурі. У всіх цих місцях відбуваються революції проти індійського уряду».
Пакистан відповів на призупинення водного договору, назвавши його недоречним і несерйозним. Пакистан також попередив Індію про комплексну відплату у відповідь на дії, оголошені індійським урядом після інциденту, далі заявивши, що будь-які дії, що впливають на водні ресурси, будуть вважатися актом війни. 24 квітня Пакистан призупинив дію віз, виданих громадянам Індії і закрив свій повітряний простір для індійських літаків, вислав індійських дипломатів і наказав індійським військовим радникам покинути країну не пізніше 30 квітня. Однак Картарпурський коридор залишався відкритим для сикхських паломників. Пакистан також припинив будь-яку торгівлю з Індією. 24 квітня 2025 року Пакистан також призупинив дію угоди Сімла у відповідь. Церемонію на кордоні між Аттарі та Вагахом також було скорочено, і символічне рукостискання не відбулося.
24 квітня індійський авіаносець INS Vikrant покинув порт для розгортання в Аравійському морі в напрямку Пакистану, і Пакистан відповів, підготувавшись до проведення бойових випробувань ракетних навчань у тому ж районі. ВПС Пакистану та Індії проводили інтенсивні польоти поблизу лінії контролю. У відповідь на ескалацію напруженості протестувальники влаштували протести біля Верховної комісії Індії в Ісламабаді та спробували порушити периметр. Солдат Індійських прикордонних сил безпеки, ⁣ який належить до 182-го батальйону BSF, був захоплений пакистанськими рейнджерами після того, як він випадково потрапив на контрольовану Пакистаном територію на кордоні Ферозепур. У ніч з 24 на 25 квітня пакистанські та індійські війська відбулися перестрілки та обмінювалися вогнем зі стрілецької зброї на кількох позиціях уздовж лінії контролю. 25 квітня начальник штабу індійської армії Упендра Двіведі відвідав місце нападу на Пахалгам.

## Міжнародна реакція
- Організація Об'єднаних Націй закликала обидві сторони проявити «максимальну стриманість» і розв'язати проблеми дипломатичним шляхом[38].

- Державний департамент США оновив свої рекомендації щодо подорожей, опублікувавши попередження рівня 4 «Не подорожувати» для Джамму та Кашміру, посилаючись на високий ризик тероризму та громадянських заворушень[39]. Крім того, посольство США в Нью-Делі підтвердило, що уважно стежить за ситуацією, і закликало притягнути винних до відповідальності, підтверджуючи свою підтримку зусиль Індії в боротьбі з тероризмом[40][41].
- МЗС Росії закликало сторони до мирного вирішення розбіжностей і конструктивного діалогу
- МЗС КНР закликало Індію і Пакистан до прояву стриманості і підтримки регіонального миру і стабільності.